# Leucauge regnyi
Leucauge regnyi är en spindelart som först beskrevs av Simon 1897.  Leucauge regnyi ingår i släktet Leucauge och familjen käkspindlar. Inga underarter finns listade i Catalogue of Life.